# Secure Plus
Secure Plus ist ein privater Sicherheitsdienstleister im Libanon. Es ist das größte von Dutzenden privater Sicherheitsunternehmen, die 2007 im Zuge der US-Nahostpolitik im Libanon gegründet wurden. Die heute mindestens 3000 Mitarbeiter sind vornehmlich arme Sunniten des nördlichen Landesteils. Ihre Arbeit umfasst die Bewachung von Geschäften, Büros der Zukunftsbewegung und die Patrouille in sunnitischen Wohnvierteln.
Das Unternehmen deckt sich personell mit einer sunnitischen Miliz, die der Zukunftsbewegung Saad Hariris nahesteht und möglicherweise von ihr gegründet wurde. Im Frühjahr 2008 lieferte diese sich, zumeist in Westbeirut, Gefechte mit Hisbollah und Amal-Miliz. Die Auseinandersetzungen mit der Hisbollah eskalierten im Mai 2008, als die US-gestützte Regierung das private Kommunikationssystem der Hisbollah für illegal erklärte. Diese vertrieb allerdings die Kämpfer der Zukunftsbewegung/Secure durch die schwerere Bewaffnung sowie bessere Moral und schloss eine Anzahl Büros der Partei.